# Serhiy Tkach
Serhiy Fedorovich Tkach (em ucraniano: Сергій Федорович Ткач, em russo: Серге́й Фёдорович Ткач; 15 de setembro de 1952) era um ex-investigador criminal ucraniano, originalmente da Rússia, e um assassino em série que diz ter matado 100 pessoas. Sufocou raparigas com idades entre os 8 e os 18 anos e abusou sexualmente de seus corpos. Apesar de ter admitido os seus crimes e pedido a pena de morte, após um ano de julgamento, um tribunal em Dnipropetrovsk sentenciou-o a prisão perpétua pela violação e assassinato de 36 mulheres e raparigas ao longo de 20 anos.
Ao longo dos anos, nove homens foram injustamente presos por alguns dos crimes dos quais Tkach foi considerado culpado. Um dos homens acusado erroneamente suicidou-se. Outro foi libertado apenas em março de 2012.[carece de fontes?]